# Арка (Ливан)
Арка (на английски: Arqa, в същност: Irqata, Arkite в Библията, на арабски: ‘Arqā (عرقا), също ‘Irqa) е село при Миниара в дистрикт Акар в Северен Ливан, наблизо до брега на морето и на 22 километра от Триполи.
Арка е известен заради могилата ‘Arqa, археологична находка от неолита.
Ирката се споменава още в Амарна-писмата до египетския фараон Ехнатон през 1350 пр.н.е. и в асирийски документи (EA 100).
През римското време градът се казва Caesarea im Libanon или Arca Caesarea (Арка Цезария) и се намирал в римската провинция Сирия. Император Александър Север (упр. 222-235) е роден тук.
През Средновековието окрепостеното селище Арка е важна крепост, която помага за контрола над пътя от Тартус за Триполи. Тогава крепостта е под управлението на Кади (съдията) от Триполис, Fakhr el-Mulk, от династията на Banū Ammar.
През 1099 г. Арка е безуспешно обсаждана от войската на Първия кръстоносен поход, преди да тръгне към Йерусалим.
През 1108 г. Арка попада в ръцете на египетските Фатимиди. Арка се присъединава към царството на Атабег Тугтакин от Дамаск.
Вилхелм-Йордан Сердански от Графство Триполи побеждава Атабег и през март/април 1109 г. крепостта се предава след триседмична обсада. Вилхелм-Йордан я присъединява към Графство Триполи. Кръстоносците наричат крепостта Archas.
Крепостта е завладяна през 1266 г. от Мамелюците под султан Байбарс I (упр. 1260 – 1277).